# Coccophagoides fuscipennis
Coccophagoides fuscipennis är en stekelart som först beskrevs av Girault 1908.  Coccophagoides fuscipennis ingår i släktet Coccophagoides och familjen växtlussteklar. Inga underarter finns listade i Catalogue of Life.